# 韩汝琦
韩汝琦（1938年8月—2011年2月16日），男，河北清苑人，中国物理学家，北京大学信息科学技术学院教授，中国国民党革命委员会党员。曾任北京市政协副主席，民革中央常委、北京市委主委，北京社会主义学院院长。

## 家庭
哥哥韩汝珊与他同年考上北京大学物理系，毕业后留校担任教授。